# Johann Sandner
Johann Sandner (1827 – 31. března 1885 Steingrub) byl rakouský politik německé národnosti z Čech, v 2. polovině 19. století poslanec Českého zemského sněmu a Říšské rady.

## Biografie
Uvádí se jako majitel hospodářství, bytem Steingrub. V roce 1861 i 1873 zastával funkci okresního starosty ve Vildštejně.
V zemských volbách v roce 1861 byl zvolen na Český zemský sněm za kurii venkovských obcí, obvod Vildštejn, Kynšperk, Hazlov. Byl i poslancem Říšské rady (celostátního parlamentu), kam usedl v prvních přímých volbách roku 1873 za kurii venkovských obcí v Čechách, obvod Cheb, Aš, Kraslice atd. Zastupoval Ústavní stranu, která byla liberálně, provídeňsky a centralisticky orientována. Kandidoval i ve volbách roku 1879, ale porazil ho Anton Tausche. Neúspěšně kandidoval i v zemských volbách v roce 1883 na Český zemský sněm.
Zemřel v březnu 1885 ve věku 58 let. V matrice zemřelých uváděno, že zemřel 31. března 1885 ve věku 57 let, 6 měsíců a 5 dnů.